# Madone Rockefeller
La Madone Rockefeller – en italien Madonna con Bambino e san Giovannino – est un tableau réalisé vers 1490-1499 par le peintre florentin Sandro Botticelli et/ou son atelier. Cette tempera et huile sur bois est une Vierge à l'Enfant qui représente Marie penchant l'Enfant Jésus vers le petit Jean le Baptiste alors que celui-ci est agenouillé en adoration, ces figures étant séparées d'un paysage rocailleux arboré par un parapet sculpté en bas-relief. Longtemps demeurée en possession de la famille Rockefeller, d'où son nom, l'œuvre est toujours conservée dans une collection privée.